# Grande Prêmio dos Estados Unidos de Motovelocidade de 2008
O Grande Prêmio dos Estados Unidos de 2008 foi a décima primeira etapa da Temporada de MotoGP de 2008. Aconteceu entre os dias 18 e 20 de julho de 2008 em Laguna Seca. Neste final de semana não houve corridas das 125cc e 250cc.

## Classificação da MotoGP
| Pos | No | Piloto           | Construtor | Voltas | Tempo     | Grid | Pontos |
| --- | -- | ---------------- | ---------- | ------ | --------- | ---- | ------ |
| 1   | 46 | Valentino Rossi  | Yamaha     | 32     | 44:04.311 | 2    | 25     |
| 2   | 1  | Casey Stoner     | Ducati     | 32     | +13.001   | 1    | 20     |
| 3   | 7  | Chris Vermeulen  | Suzuki     | 32     | +26.609   | 8    | 16     |
| 4   | 4  | Andrea Dovizioso | Honda      | 32     | +34.901   | 9    | 13     |
| 5   | 69 | Nicky Hayden     | Honda      | 32     | +35.663   | 3    | 11     |
| 6   | 14 | Randy de Puniet  | Honda      | 32     | +37.668   | 6    | 10     |
| 7   | 24 | Toni Elias       | Ducati     | 32     | +41.629   | 10   | 9      |
| 8   | 11 | Ben Spies        | Suzuki     | 32     | +41.927   | 13   | 8      |
| 9   | 52 | James Toseland   | Yamaha     | 32     | +43.019   | 5    | 7      |
| 10  | 56 | Shinya Nakano    | Honda      | 32     | +44.391   | 12   | 6      |
| 11  | 12 | Jamie Hacking    | Kawasaki   | 32     | +46.258   | 17   | 5      |
| 12  | 50 | Sylvain Guintoli | Ducati     | 32     | +55.273   | 14   | 4      |
| 13  | 15 | Alex de Angelis  | Honda      | 32     | +55.521   | 16   | 3      |
| 14  | 5  | Colin Edwards    | Yamaha     | 32     | +1:02.380 | 7    | 2      |
| 15  | 65 | Loris Capirossi  | Suzuki     | 32     | +1:08.207 | 11   | 1      |
| 16  | 33 | Marco Melandri   | Ducati     | 32     | +1:10.962 | 15   |        |
| 17  | 13 | Anthony West     | Kawasaki   | 31     | +1 volta  | 18   |        |
| Ret | 48 | Jorge Lorenzo    | Yamaha     | 0      | Acidente  | 4    |        |